# Neocampylochaeta genalis
Neocampylochaeta genalis là một loài ruồi trong họ Tachinidae.